# Толлензезе
Толлензезе (нім. Tollensesee) — озеро типу «цунгенбекен» (басейн, що походить від стародавнього льодовика, що має характерну форму витягнутого язика) у землі Мекленбург-Передня Померанія, Німеччина. Належить до Мекленбурзького поозер'я . Розташоване на висоті 14,8 м над рівнем моря, площа поверхні становить 17,4 км, а максимальна глибина становить близько 33 м. Озеро має 10,4 км у довжину і від 1,5 до 2,5 км завширшки.
Все озеро знаходиться в межах адміністративного району міста Нойбранденбург. У південній частині озера знаходиться острів Фішерінзель (Рибачий острів).
Озеро розташоване на Мекленбурзькому велосипедному озерному маршруті.